# Karin Berière
Karin Berière, née le 14 août 1974 à Mönchengladbach, est une joueuse de squash représentant l'Allemagne. Elle atteint en juin 2005 la 116e place mondiale sur le circuit international, son meilleur classement. Elle est championne d'Allemagne en 2005.

## Palmarès

### Titres
- Championnats d'Allemagne : 2005